# Свято-Олександро-Невський храм (Харків)
Свято-Олександро-Невський храм — православний храм у Харкові при Харківській обласній психіатричній лікарні № 3 (колишній міський 15-й), більш відомої як Сабурова дача. Храм збудовано на початку XX століття на гроші забезпечених харків'ян за проєктом Михайла Ловцова.

## Будівництво храму

### Храм у лікарні
У харківській психіатричній лікарні для пацієнтів проводились богослужіння задовго до будівництва кам'яного храму. Для проведення літургії у приміщенні Сабурової дачі, побудованої губернатором П. Ф. Сабуровим для доньки, яка страждала на психічний розлад (після смерті генерала в ній відкрили клініку для душевнохворих), була крихітна молитовна кімната (нині в ній розміщується швейна майстерня). Багато хворих насилу вистоювали в тісноті та задусі церковну службу від початку і до кінця, пацієнти могли відвідувати молитовну кімнату тільки по черзі, бо вона була крихітною. На земських зборах неодноразово обговорювалося питання будівництва окремого кам'яного храму, але воно постійно відкладалося через брак коштів. У 1900 році член губернської управи Леонід Лесевицький запропонував заснувати фонд у 10 тисяч рублів, ураховуючи, що сума набиратиметься поступово, по одній тисячі на рік.
Через кілька років церковний причт спробував пришвидшити процес збирання коштів на побудову церкви.1904 року за підтримки Василя Колокольцева губернська управа клопотала перед губернськими земськими зборами про асигнування 12 тисяч рублів на будівництво повноцінного храму на честь 75-річного ювілею лікарняної церкви (23 листопада 1905 року). Зборами було вирішено задовольнити клопотання, і у 1905 році розпочато будівництво нової великої церкви за проєктом архітектора Михайла Ловцова. Він особисто стежив за ходом будівництва.

### Перші роки після зведення
Хоч Михайло Ловцов взяв шефство над будівництвом храму, будівельники не змогли здійснити всі задуми автора. Через рік церква була лише наполовину була вкрита залізом, грошей на встановлення даху не вистачило.
1906 року антицерковники запропонували використовувати недобудовану церкву як стайні або цейхгаузи — складські приміщення для зберігання запасів спорядження. Але того ж року Губернська Управа знайшла кошти, які необхідні для завершення будівництва. У 1907 році будівельники закінчили зведення церкви. 22 листопада було здійснено перше всеношне чування за участю настоятеля — отця Михайла Слуцького, а наступного дня, 23 листопада, храм був освячений Архієпископом Харківським та Охтирським Арсенієм на честь Олександра Невського.
До революції у храмі безперервно проводилися служби. При церкві працювала велика бібліотека. Книги духовного змісту могли вільно читати парафіяни та пацієнти психіатричної лікарні. За клопотанням П. І. Плещеєва Губернські Збори виділяли кошти на утримання церковного хору.

### Радянські роки
У 1920 році храм було закрито.
У радянські роки будівлю церкви використовували як архів 15-ї психіатричної лікарні. Церкву практично повністю переробили. Про те, що колись будівля була культовою спорудою, можна було зрозуміти тільки по особливих аркових вікнах, які збереглися. Церкву перефарбували у білий колір, під загальний вигляд лікарні, куполи зняли, а замість них збудували звичайний двосхилий дах.
До церкви було прибудовано кінобудку, всередині вона обладнана сценою з екраном, що опускається, купол зсередини був перекритий величезними швелерами й забетонований (на другому поверсі планували відкрити шахову секцію).

### Храм після перебудови

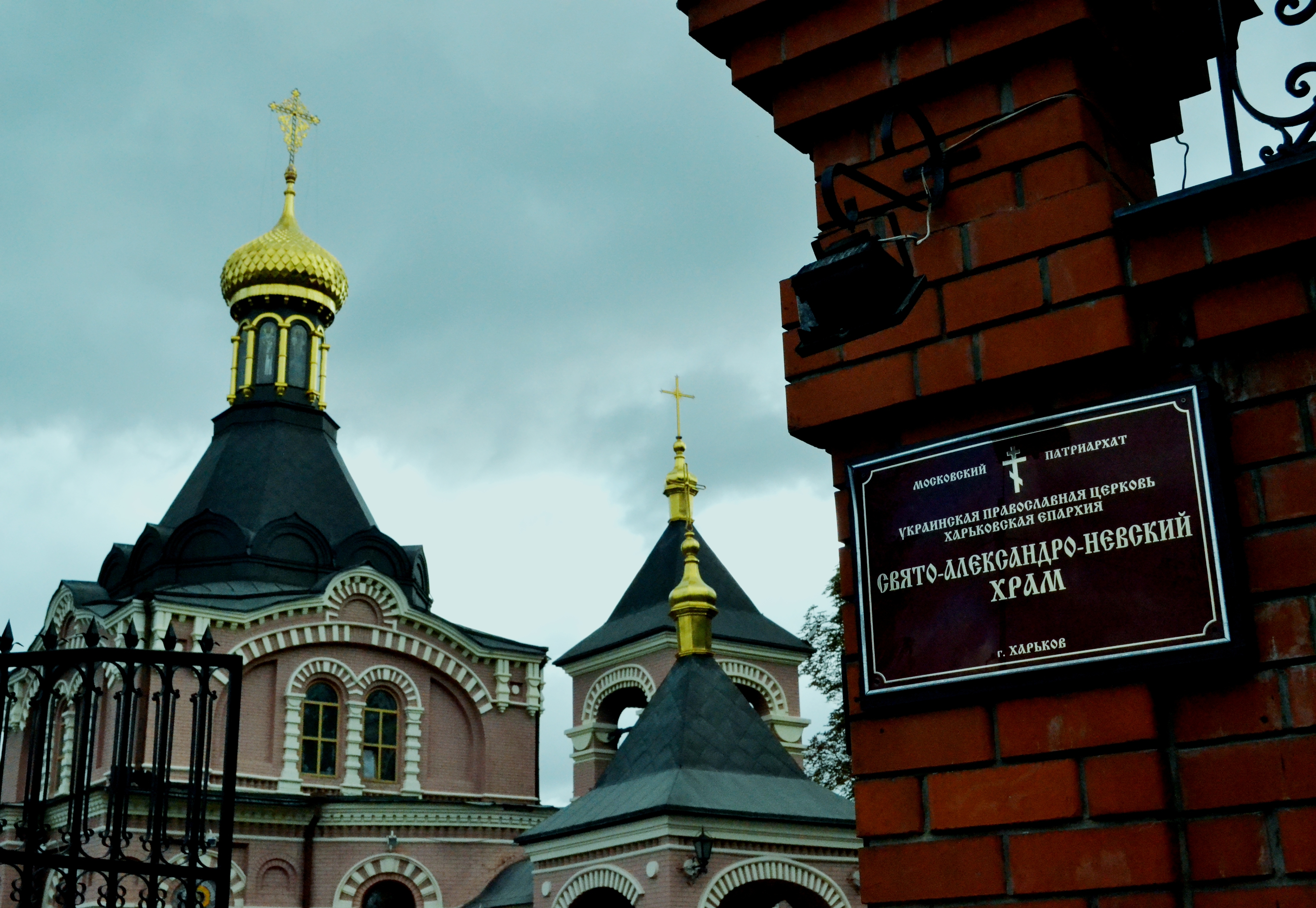
Вид зі входу

На початку 1990 року рішенням виконкому Салтівського (тоді Московського) району міста Харкова будинок храму Олександра-Невського переданий до Харківської єпархії. Настоятелем храму призначений священник Петра Люшукова, проте незабаром настоятелем став протоієрей Петро Козачков.
Архів лікарні досить довго не могли вивезти в інше місце, тому перші богослужіння проходили в одній з кімнат переобладнаного під архів. Першу після тривалої перерви Божественну літургію звершив митрополит Харківський та Богодухівський Никодим.
Протягом кількох наступних років храм пережив різні лиха. Взимку 1991 року хтось із робітників лікарні перекрив уночі на деякий час подачу тепла до храму, внаслідок чого вода в трубах, що ведуть у підвал храму, замерзла, а під час танення льоду труби лопнули. Підвал швидко наповнився гарячою водою, були зіпсовані службові книги, одяг, місцями обвалювався тиньк. Подібний випадок, за спогадами Петра Козачкова, знов через рік. У відновленні храму брав участь генеральний директор заводу «Поршень» М. Куцин.

## Архітектура храму
Храм збудований за проєктом архітектора Михайла Івановича Ловцова у стилі часів XVII століття у поєднанні з сучасними особливостями. Це був довгастий чотирикутник за формою з колонами, на яких лежав купол. Зі східного боку було півколо. У зовнішньому вигляді будівлі переважав зеленувато-фісташковий колір. Підлога храму була зроблена з Берґенгеймівських плиток, під половиною храму був підвальний поверх. По обидва боки від вівтаря розміщувалися дві кімнати — ризниця з архівом та приміщення для паламаря. У дореволюційні часи опалювався, як і інші будівлі лікарні, парою з загальних паровиків.
Після руйнування оригінального вигляду храму спробували повернути колишню подобу. Двосхилий дах демонтували, а на його місце повернули металеві куполи, виготовлені на заводі «Серп і Молот» неподалік. Десь у храмі збереглися шматки ліпнини.
Храм вміщує близько 1000 осіб. Загальна вартість будівництва первісного варіанта храму складала 25 тисяч рублів.

## Факти про храм
- Архієпископ Харківський та Охтирський Арсеній високо цінував художнє оздоблення храму та його влаштування, і називав його найкращою домовою церквою Харкова.
- На території храму знаходиться невеликий пташник. У ньому живуть переважно павичі.
- Навпроти храму у 2004—2022 р. існував пам'ятник Олександру Невському.[1] Автор скульптури — Сейфаддін Гурбанов.Був демонтований в рамках дерусифікації після широкомасштабного російського вторгнення в Україну.